# 尼里姆
尼里姆（直译：「犁過的田地」），是以色列南部區內蓋夫沙漠西北部的一座基布茲。其位於加沙走廊邊境附近，汗尤尼斯以東約7公里處，隸屬於艾希科爾地區議會管轄。2021年人口為407人。

## 歷史

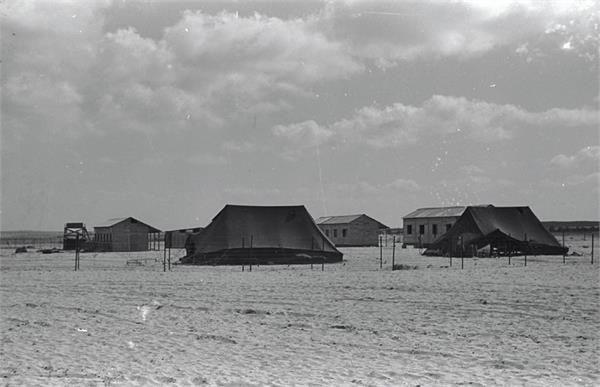
1946年10月1日的尼里姆

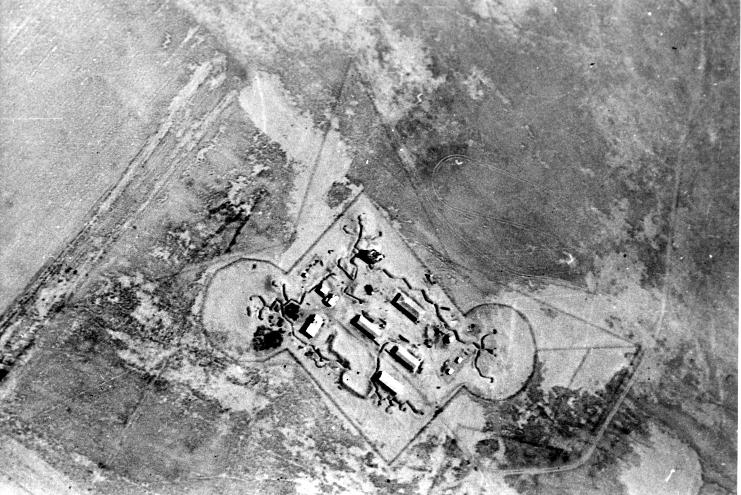
尼里姆基布茲。帕爾馬赫檔案館的空拍照片。

該基布茲成立於1946年10月，是內蓋夫11定居點計劃的一部分，旨在在內蓋夫地區建立猶太人的存在，以宣稱該地區將成為未來猶太國家的一部分。它以青年運動青年衛士的「尼爾」旅命名，該旅的一些成員參與建立基布茲，最初位於一個名為「丹古爾」的地點，現在則是蘇法基布茲的所在地。其中一位創辦人是丹·祖爾，他後來成為以色列先進景觀建築師之一。
1948年5月15日爆發的阿以戰爭初期，尼里姆基布茲成為在尼里姆戰役中以色列第一個遭到埃及陸軍襲擊的猶太定居點。當時有39名防守者。在這場戰鬥中，埃及軍隊進逼到尼里姆基布茲護衛圍牆不到25米，造成8名尼里姆基布茲防守者喪生，然後埃及軍隊撤退。在這次襲擊中，所有的建築都被摧毀。

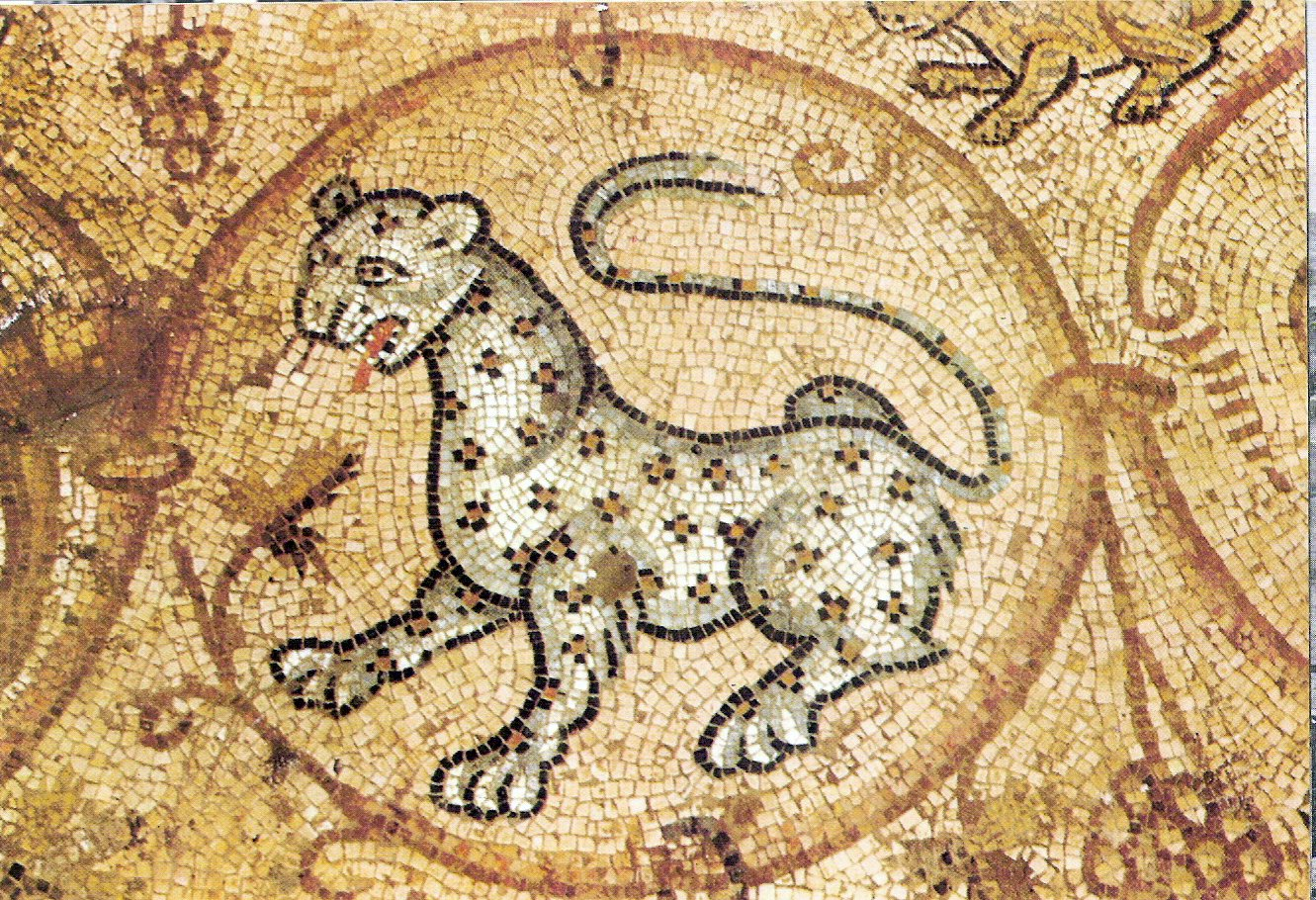
尼里姆古代馬翁猶太教堂馬賽克地板細節

在整個戰爭期間，尼里姆一直是以色列國防軍對抗埃及軍陸的前哨基地。1949年8月12日，以色列國防軍部隊在尼里姆抓獲一名10至15歲的貝都因女孩，然後輪姦並殺害了她，將她埋在一個淺墳裏。
戰後，以色列國防軍希望佔據這個地點，因為其具有戰略價值，而基布茲的居民則希望搬到北方，到年降雨量達200毫米的地區。因此，基布茲搬遷東北約15公里，到達現在位置，靠近古代猶太會堂馬翁猶太教堂的遺址。在1952年的聯合工黨內部分裂中，以色列政治家摩西·斯內的支持者被逐出基布茲。直到1956年，其一直成為來自加沙走廊的敢死隊襲擊目標。
自2000年以來，尼里姆遭到來自加沙走廊發射的卡桑火箭襲擊。在以色列於2009年1月發動「鑄鉛行動」後，尼里姆的大部分居民以及靠近加沙走廊的其他村莊被疏散。尼里姆的數十個家庭暫時遷移到耶斯列谷的米甚馬爾哈埃梅克基布茲住了一個月，直到行動結束。

### 尼里姆大屠殺
尼里姆是2023年10月哈馬斯武裝分子發動的阿克薩洪水行動中時遭受入侵的以色列村莊之一。屠殺中至少有5人喪生，多人受傷。一些基布茲的居民被綁架到加沙地帶。大約7小時後，以色列國防軍士兵擊斃仍在基布茲的9名哈馬斯武裝分子。

## 經濟
尼里姆生產有機種植的花生、甘薯、蘿蔔、紅蘿蔔、小麥、大麥、牛油果和其他蔬菜，並將它們出口到歐洲。農民在耕種土地，一直延伸到加沙—以色列隔離牆。2005年以色列撤離加沙後，以色列國防部決定在加沙地帶周圍建立一個安全區，這個安全區將穿過尼里姆的農田。尼里姆被要求放棄100萬新謝克爾的補償金。

## 外部鏈接
- Official website